# НК Кръшко
Футболен клуб Кръшко (на словенски: Nogometni Klub Krško) или просто Кръшко е футболен клуб от едноименния град, Словения.
§ветове на клуба: бяло и зелено. През 2018/19 играе за пръв път в Първа лига (най-високото ниво в словенския футбол).
Клубът е основан през 1922 година в Югославия. Играе домакинските си мачове на стадион „Матия Губец“, който е с капацитет от 1470 места.

## Успехи
Словения
- Словенска първа лига:
  - 10-о място (1): 2018/19
- Словенска втора лига:
  -  Шампион (1): 2014/15
- Словенска трета лига:
  -  Шампион (1): 2001/02
- Словенска четвърта лига:
  -  Шампион (1): 1998/99
- Словенска пета лига:
  -  Шампион (1): 2010/11[2] (дубъл), 2012/13[3] (дубъл)
- Купа на МНЗ Целие:
  -  Носител (5): 2001/02, 2002/03, 2005/06, 2009/10, 2010/11[4]
  -  Финалист (1): 2007/08[5]